# Pelsőc vasútállomás
Pelsőc vasútállomás Pelsőcön, a Rozsnyói járásban van, melyet a Železničná spoločnosť Slovensko a.s. üzemeltetett. 2012. december 9-én megszűnt a regionális forgalom a vonalon.

## Vasútvonalak
Az állomást az alábbi vasútvonalak érintik:
- Zólyom–Kassa-vasútvonal
- Pelsőc–Murányalja-vasútvonal
- Pelsőc–Nagyszabos-vasútvonal

## Kapcsolódó állomások
A vasútállomáshoz az alábbi állomások vannak a legközelebb:
- Rozsnyó vasútállomás
- Tornalja vasútállomás

## Története
2012. december 9-én megszűnt a regionális forgalom a vonalon.

## Forgalom
| Járat                         | Útvonal | Gyakoriság |
| ----------------------------- | --- | ---------- |
| (R) Gemeran Poľana gyorsvonat | Pozsony-Újváros – Pozsony főpályaudvar – Pozsony-Szőlőhegy – Galánta – Vágsellye – Érsekújvár – Nagysurány – Léva – Újbánya – Zsarnóca – Garamszentkereszt – Zólyom-személyi – Krivány – Losonc – Fülek – Feled – Tornalja – Pelsőc – Rozsnyó – Szepsi – Kassa – Sároskőszeg – Eperjes | napi 1 pár |
| gyorsvonat R 801 Poľana       | Pozsony-Újváros – Pozsony főpályaudvar – Pozsony-Szőlőhegy – Galánta – Vágsellye – Nagysurány – Léva – Újbánya – Zsarnóca – Garamszentkereszt – Zólyom-személyi – Krivány – Losonc – Fülek – Feled – Tornalja - Pelsőc - Rozsnyó - Szepsi - Kassa - Sároskőszeg - Eperjes              | napi 1 pár |
| gyorsvonat R 931 Ipeľ         | Zólyom-személyi – Gyetva - Krivány – Losonc – Fülek – Feled – Csíz – Tornalja - Pelsőc - Rozsnyó - Szepsi - Kassa | napi 1 pár |
| (R) gyorsvonat                | Zólyom-személyi – Gyetva - Krivány – Losonc – Fülek – Feled – Csíz – Tornalja - Pelsőc - Rozsnyó - Torna - Szepsi- Enyicke - Kassa | napi 1 pár |
| gyorsvonat R 937 Kras         | Zólyom-személyi – Gyetva - Krivány – Losonc – Fülek – Feled – Csíz – Tornalja - Pelsőc - Rozsnyó - Szepsi - Kassa | napi 1 pár |